# Савалеево (Татышлинский район)
Савалеево (баш. Һәүәләй) — деревня в Татышлинском районе Республики Башкортостан Российской Федерации. Входит в состав Акбулатовского сельсовета.

## География

### Географическое положение
Расстояние до:
- районного центра (Верхние Татышлы): 52 км,
- центра сельсовета (Староакбулатово): 2 км,
- ближайшей ж/д станции (Куеда): 62 км.

## Население
| 2002 | 2009 | 2010 |
| ---- | ---- | ---- |
| 142  | ↘102 | ↘100 |

Национальный состав
Согласно переписи 2002 года, преобладающая национальность — башкиры (99 %).